# Молинијело Пескара (Авелино)
Молинијело Пескара је насеље у Италији у округу Авелино, региону Кампанија.
Према процени из 2011. у насељу је живело 77 становника. Насеље се налази на надморској висини од 274 м.